# Rozhadiv, Zboriv
Rozhadiv (în ucraineană Розгадів) este o comună în raionul Zboriv, regiunea Ternopil, Ucraina, formată numai din satul de reședință.

## Demografie
Componența lingvistică a comunei Rozhadiv
     Ucraineană (99,53%)
     Alte limbi (0,46%)
Conform recensământului din 2001, majoritatea populației comunei Rozhadiv era vorbitoare de ucraineană (99,53%), existând în minoritate și vorbitori de alte limbi.